# Дипломатска нота
Дипломатска нота је редован облик дипломатске комуникације и кореспонденције писаним демаршом између између дипломатских представништава у држави пријема и Министарства спољних послова државе домаћина.
Тај облик дипломатске комуникације је заснован на принципима и правилима међународног јавног права. Увек када је потребно изнети политички став своје владе редовно се позива у Министарство спољних послова амбасадор или највиши по рангу дипломата у дипломатском представништву и уручује му се одговарајући усмени или писмени демарш, а овакав у писменом виду се назива дипломатска нота. Исто тако, када је потребно изнети политички став влади државе домаћина, тада пријем у Министарство спољних послова тражи највиши у рангу дипломата у дипломатском представништву и уручује усмени или писмени демарш (односно дипломатску ноту). Постоји наравно и могућност да представника не приме или да држава одбије да прими дипломатску ноту.
Поред ове комуникације могуће је и директно обраћање између два министарства спољних послова службеним дипломатским нотама односно дипломатским писмима. Овакво узајамно обраћање могу да врше и шефови држава или шефови влада или министри спољних послова непосредно дипломатским писмима односно дипломатским нотама. Дипломатска кореспонденција и комуникација је регулисана најпре обавезујућим обичајним међународним правом и (релативно дугом) праксом, а у новије време и кодификованим правом, посебно од Бечког конгреса 1815, па развојем правила у Лиги народа, успостављањем правног механизма УН система, па до правила Бечке конвенције од дипломатским односима из 1961. године. Правилник о дипломатским ранговима који је усвојен у времену одржавања Бечког конгреса 1815. године представља први модеран документ дипломатског права. У оквиру овог акта, призната је дипломатска служба као посебна служба у оквиру управног апарата државе, дипломате су дефинисане као професионални државни службеници и успостављана су правила њиховог понашања. Основна правила рангирања дипломата која су правилником уведена представљала су основу за рад и представљање држава. Дипломатска нота је по дефиницији једнострани правни акт и политички демарш (корак) у писменом виду.
Према предмету дипломатска нота, као и усмени демарш, се обично класификује у три општа вида:
- Први вид је давање или тражење информација и обавештења о неком предмету или политичком ставу.
- Други вид је ноте онај којим се даје одређени предлог.
- Tрећи вид је дипломатски корак којим се нешто захтева, тражи или упозорава друга страна на одређено понашање које се нпр. сматра неприхватљивим или непријатељским.

Градација садржине дипломатске ноте може бити од информисања, изражавања похвала, жаљења или церемонијалних позива, преко тражења објашњења за неко понашање или одсуство понашања, захтева за јавно изношење става, или погледа на неку ситуацију, па до отворених притисака и претњи ради неких потеза или суздржавања земље, протеста за неко чињење или нечињење, условљавања, ултиматума и коначно уручивања обавештења о раскидању дипломатских односа или о отпочињању рата. Постоји више видова писане дипломатске ноте.

## Једнострани правни и политички акти и лична неформална писма
Посебан вид дописа у облику ноте је лично писмо. То је вид неформалног дописа, без правног дејства. По правилу се користи за слање неформалних захтева, предлога или порука. Такав допис не обавезује државу. Према општој пракси, потписник овог личног писма не потписује своју функцију. То је кореспонденција која се понекад назива лична нота. Често се у пракси овакво писмо користи у комуникацији шефа мисије или министра и министарства иностраних послова. Када је нпр. реакција на писмо негативна, најчешће се сматра да до писмене комуникације није ни дошло.
Лично писмо може, међутим, бити у форми службеног писма које је потписано са навођењем функције пошиљаоца, на службеном папиру са заглављем и печатом (ако је то пракса). По правилу увек садржи датум и број службене кореспонденције. То је писмо формалне природе у првом лицу.
Посебан вид дописа је и Аиде-мемоире (или подстеник). Ово је формални допис. Држава која упућује овакву форму другој страни, по правилу износи свој став о одређеном предмету, указује или подсећа на неке елементе односа, даје преглед околности и догађаја, исказује своје политичко и правно становиште о предмету или околностима и догађајима. Може се слати као самостални документ или као прилог уз дипломатску ноту. Друго име за овај документ је Промеморија.
Меморандум је формални документ који је по правилу "јачи" и опширнији од "подсетника" Он се не ограничава само на виђење своје стране или подсећање на чињенице и околности (као подсетник), већ садржи јачу "аргументацију" и евентуалне критике друге стране или страна. Овај документ се може достављати и трећим странама, поред непосредно заинтересоване. Документ ове врсте не садржи куртоазне облике и обраћања.
Вербална нота је писани документ у "трећем" лицу којим се формално врши комуникација између министарства спољних послова и дипломатске мисије. Инструмент овог вида је добио име "вербална", јер су по правилу овакве ноте увек резултат претходних договора. У трећем су лицу (често у форми типа нпр. "МИП има част да саопшти...") и имају куртоазни карактер. Садржај ове ноте је да се изразе своји ставови, врши прецизирање или формализовање ставова и закључака, износи подсећање на одређене ставове / разговоре, и подстицање на одређене поступке и активности. Вербална нота се често уручује после обављених разговора и представља списак ставова, белешки или захтева, а може имати садржину или карактер подсетника за другу страну. Ово је "безлична" нота. Користи се за шири опсег дипломатске употребе. Овде спадају саопштења, различитог значаја, од рутинских (што је најчешће) до оних од прворазредног значаја.
Израз потписана нота (или "службена нота") је посебан вид писаног демарша који се по правилу упућује на личност министра спољних послова или шефа мисије. Ова форма се изједначава са горенаведеним "службеним писмом". "Потписана нота" има формалнији и свечанији карактер од вербалне ноте и писана је у "првом лицу". Садржина је предметно иста као и код вербалне ноте. Формалнији карактер потписаног документа је у вези са вишим нивоом или значајем саопштења или политичке поруке.
Протестна нота је облик ноте којим једна држава изражава (оштро) неслагање са поступком друге државе. Има строго формални карактер и представља по садржини упозорење или одбацивање ставова друге стране. По правилу, ова нота се користи за осуду поступка или ставова друге државе који су (пре свега јавно) изнети или одсуство неког обавезног чињења. Овом нотом се може нешто тражити или захтевати од друге стране.
Ултиматум је најоштрији дипломатски облик писаног демарша. Њиме се другој страни налаже да нешто учини, по правилу кроз услов, типа да уколико то (нешто) не буде учињено могу уследити или ће уследити негативне или казнене последице по односну државу. Условљавање може да обухвати низ непријатних или неповољних акција од бламаже, преко трговинског или економског ембарга, санкција, до претње силом и ратом. Примера ради, Србија је добила овакву ноту од Аустро-угарске, и после одбијања ултиматума отпочео је Први светски рат.
Нон-папер представља формално необавезујући вид дипломатске комуникације. Овакав допис садржински представља неслужбени предлог за деловање или решење, без помињања стране која је аутор текста / документа. Користи се пре свега код разних преговора где је потребно или опортуно избећи навођење аутора документа. У оваквом документу се по правилу износи на неслужбен начин своја дипломатска позиција, да би се видело и оценило како ће бити ставови примљени од држава или организација, да се утврде максимални заједнички ставови и позиције, а без преузимања одговорности за написани текст.

## Двострани и вишестрани видови комуникације и креирање уговора дипломатским нотама
Дипломатска нота не мора увек бити једнострани правни и политички акт. Међу дипломатским општим инструментима је и међународни уговор, као такав и може бити успостављен и преко размене нота. Сагласност воља две или више држава да се одређени предмет од политичког значаја регулише, по дефиницији је дипломатска сагласност, а инструмент регулације је дипломатски инструмент. У дипломатске инструменте могу да буду уврштени и билатерални и мултилатерални акти, када су то обавезујући акти у међународном праву. Размена дипломатских писама по потреби интерпретира се као двострани или понекад (зависно од броја страна) као мултилатерални међународни правни уговор.
И само отпочињање дипломатске мисије по правилу се врши дипломатском нотом. У овом смислу "Agreman" (или" Сагласност") за отпочињање дипломатске мисије такође се класификује као врста ноте. Овде се преписком даје другој држави сагласност за дипломатску активност шефа мисије и треман тог лица у складу са правилима међународног права.
Колективна нота је заједничка нота већег броја држава, где се ове таквим колективним демаршом обраћају земљи домаћину (или много ређе трећој страни). То је по правилу свечани документ којег потписују сви или већи број шефова мисија акредитованих у земљи пријема. То је нота која се односи на важна питања и ствари од интереса за више држава. У неким случајевима, том нотом не износе се само честитке и похвале, већ се у ноти третирају и повреде или протест у вези са питањем и заједничким интересима више држава. Колективна нота је у пракси сразмерно ретко била коришћена.

## Новији развој средстава комуникације
У новије време поред разних видова нота и облика демарша, све чешће се међу државницима и дипломатама користи и телефонски разговор. То је по правилу вид усменог демарша или наступа. У овим ситуацијама се врши позивање на своју институцију, име и ранг и тражи разговор са одређеном личношћу друге установе. Када се ради о високим функционерима, однос може бити "личнији" (са мање "службеним тоном"). Ово је наравно само допунски облик комуникације, који не замењује традиционалне овде описане форме.